# بدبخت‌دالا

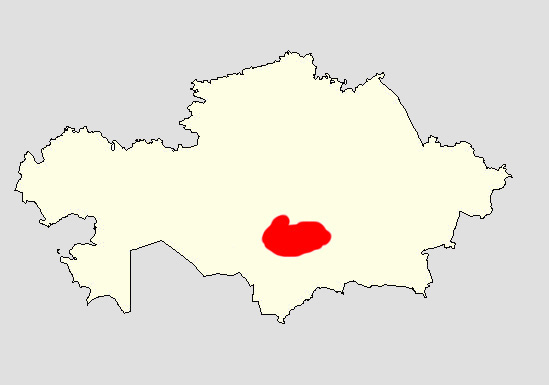
محل در قزاقستان.

بَدبَخت‌دالا (انگلیسی: Betpak-Dala) یا بیابان گرسنگی، یک دشت نیمه بیابانی در میانه قزاقستان است. دالا در زبان قزاقی به معنی بیابان و واژه بدبخت همان واژه فارسی به معنی بدطالع است.
این بیابان در شمال به کوهستان اولوداغ، از شمال به بلندی‌های قزاق و از سوی شرق به دریاچه بالخاش محدود می‌شود. بدبخت‌دالا از سوی جنوب با رودخانه شو، که بیشتر بستر آن خشک شده، هم‌مرز است و از سوی جنوب غرب به زمینهای پست آسیکول در آن سوی سیردریا می‌رسد. از سوی غرب بدبخت‌دالا به آرال قره‌قوم می‌پیوندد.
تنها دو جاده از این بیابان می‌گذرد که یکی A344 است که از جزقازغان به قزل‌اوردا می‌رود. دیگری M36 است که در امتداد کرانه دریاچه بالخاش از قراغندی به آلماتی می‌رود.
یک خط آهن نیز کالاها را از قراغندی به شهری به نام شو می‌برد. در میانه بدبخت‌دالا یک ناحیه کاملاً بیابانی و دورافتاده قرار دارد که اندازه آن به بزرگی مجارستان است. در این ناحیه هیچ جاده‌ای نیز وجود ندارد. در بخش غربی بدبخت‌دالا دریاچه آب شور قره‌قویون قرار گرفته که تنها دریاچه این منطقه است.